# Laxe
Laxe (galicisch und offiziell; spanisch Lage) ist ein Badeort und Hafen an der Costa da Morte in Galicien.

## Geografische Lage
Laxe liegt am westlichen Ende der Bergantiños, geschützt im südwestlichen Winkel der weiten Bucht Ría de Corme e Laxe. Ihm gegenüber, im nordöstlichen Winkel der Bucht, liegt Corme. Der rauere Küstenstreifen westlich des Ortes gehört zum Gemeindegebiet und geht bei dem kleinen Ort Camelle in den Küstenabschnitt der Gemeinde Camariñas über; ein schmaler Gebietsstreifen der Gemeinde Vimianzo trennt jedoch Laxe von Camariñas. Weitere Nachbargemeinden sind Zas und Cabana de Bergantiños.
Mit 36,78 km² ist Laxe eine der kleinsten Flächengemeinden der Provinz A Coruña.

## Wortbedeutung
Das galicische laxe stammt aus dem hochmittelalterlichen lagena. Dieses Wort keltischen Ursprungs bedeutet Stein- oder Felsplatte.

## Geschichte

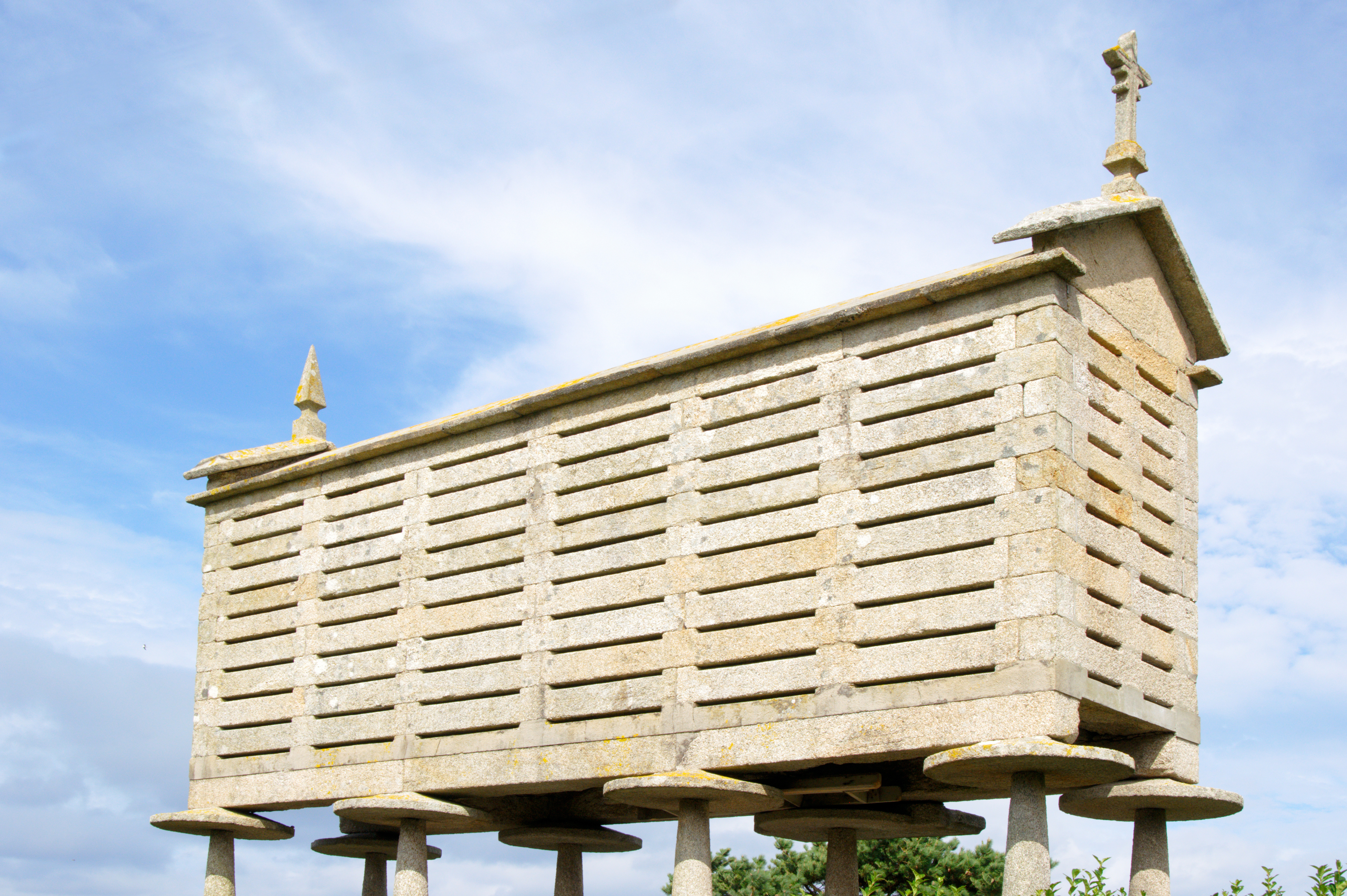
Hórreo in Traba

Bis zum Beginn des 19. Jahrhunderts war Laxe, gemeinsam mit Camariñas und einem beträchtlichen Teil von Zas und Muxía, der Gerichtsbarkeit von Vimianzo in der damaligen Provinz von Santiago de Compostela unterworfen.
Nachdem der Templerorden untergegangen war, gab König Heinrich II. dieses Gebiet an die Adelsfamilie der Mariño. Am 15. September 1425 gab Don Frederic, Herzog von Arjona und Graf von Trastámara, das Gebiet als Mitgift an seine Cousine Juana de Castro zu ihrer Hochzeit mit Don Rodrigo de Moscoso. Somit ging Laxe in den Besitz der Adelsfamilie Moscoso über.
Als im 19. Jahrhundert die heutigen vier Provinzen Galiciens entstanden, wurde Laxe der Provinz A Coruña zugeteilt und der Gerichtsbarkeit von Carballo unterstellt. Laxe war somit ein Teil der Bergantiños und unabhängig vom Hause Moscoso.

## Wappen
Das Gemeindewappen zeigt einen Turm, umgeben von sieben Sternen, unter einer Krone. Es soll zurückgehen auf ein Banner von Don Abente Chans, eine Person mit einer gewissen Bedeutung für die Gemeindegeschichte und Vorfahr des Geologen Isidro Parga Pondal.

## Bevölkerungsentwicklung der Gemeinde
Legende: Laje___Laxe

## Gemeindegliederung
Die Gemeinde Laxe ist in sechs Parroquias gegliedert:
| Parroquias | Patrozinium  | Einwohner 2024 | Fläche km² | Dichte Einw./km² | Höhe msnm | Ortskennzahl |
| ---------- | ------------ | -------------- | ---------- | ---------------- | --------- | ------------ |
| Laxe       | Santa María  | 1.727          | 3,06       | 564              | 10        | 15040010000  |
| Nande      | San Simón    | 264            | 7,85       | 34               | 129       | 15040020000  |
| Sarces     | San Amedio   | 108            | 4,16       | 26               | 110       | 15040030000  |
| Serantes   | Santa María  | 181            | 4,46       | 41               | 96        | 15040040000  |
| Soesto     | Santo Estevo | 210            | 6,16       | 34               | 54        | 15040050000  |
| Traba      | Santiago     | 449            | 10,63      | 42               | 22        | 15040060000  |

## Wirtschaft
| Ackerbau, Viehzucht und Fischerei                                                  | 108 | 011,44 |
| Industrie                                                                          | 106 | 011,23 |
| Bauwirtschaft                                                                      | 154 | 016,31 |
| Dienstleistungsbetriebe                                                            | 576 | 061.02 |
| Total                                                                              | 944 | 100,00 |
| * Daten aus dem Statistischen Amt für Wirtschaftliche Entwicklung in Galicien, IGE |     |        |

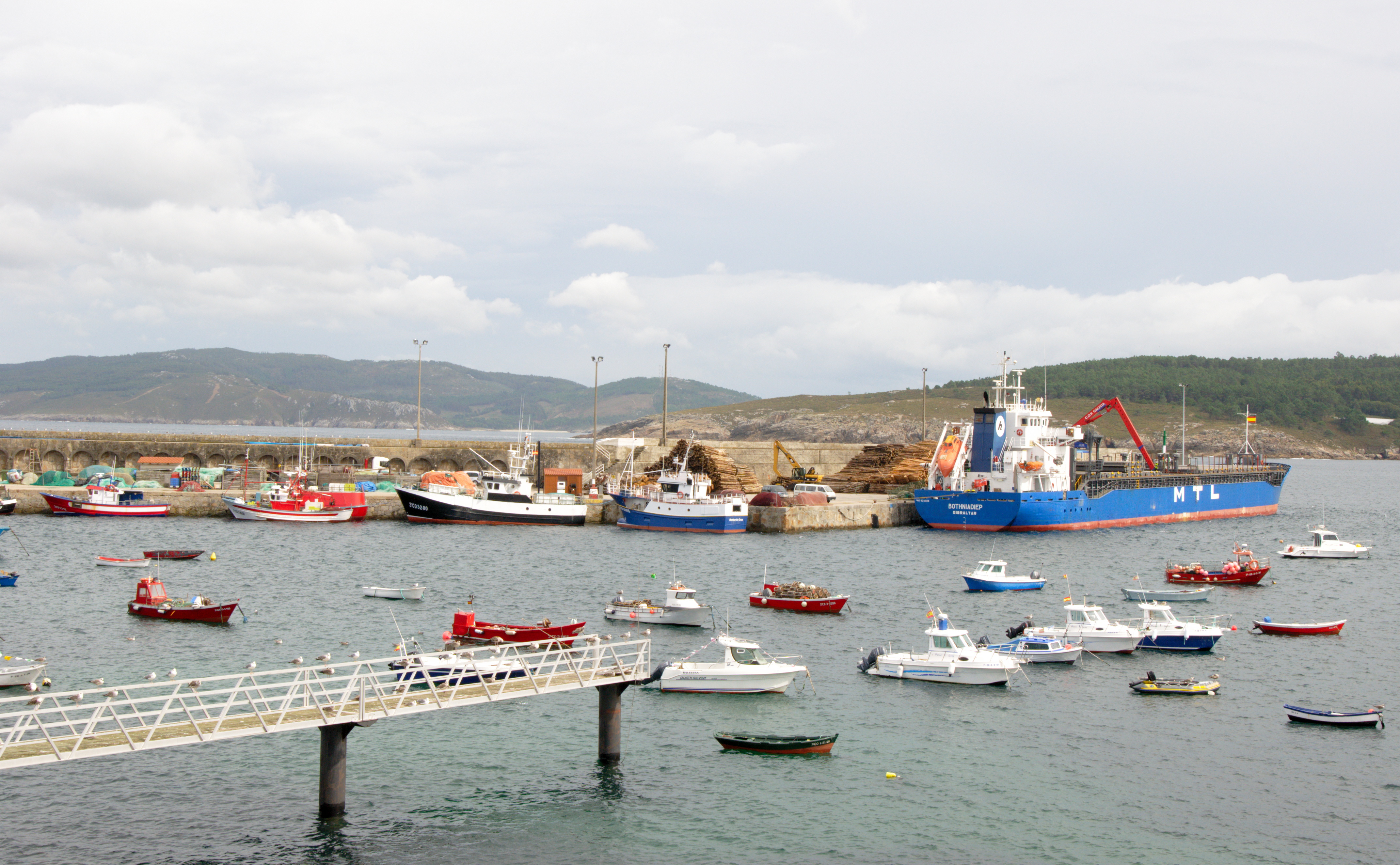
Verladen von Holz im Hafen

Die wichtigsten Erwerbsquellen für die Bevölkerung sind Fischfang, Hafen, Landwirtschaft und Tourismus.
Der Fischfang hatte seine Blütezeit Mitte des 20. Jahrhunderts, als am Ort eine große Flotte von Fischkuttern in Betrieb war. Neben der noch immer wichtigen Küstenfischerei spielt der Seeversand von Holz und Baustahl eine große Rolle. Zudem wird Tunfisch angelandet. Der Hafen von Laxe ist der einzige an der Costa da Morte, wo in jüngster Vergangenheit sowohl die Fangmengen als auch die Schiffsfrachten und die Zahl der Beschäftigen wuchsen.
Ebenfalls in jüngster Vergangenheit nahm der Tourismus stark zu. Die Uferstraße ist gesäumt von einer Reihe von Restaurants, Gaststätten und Bars.

## Sehenswürdigkeiten

### Kirchen

#### Santa María da Atalaia

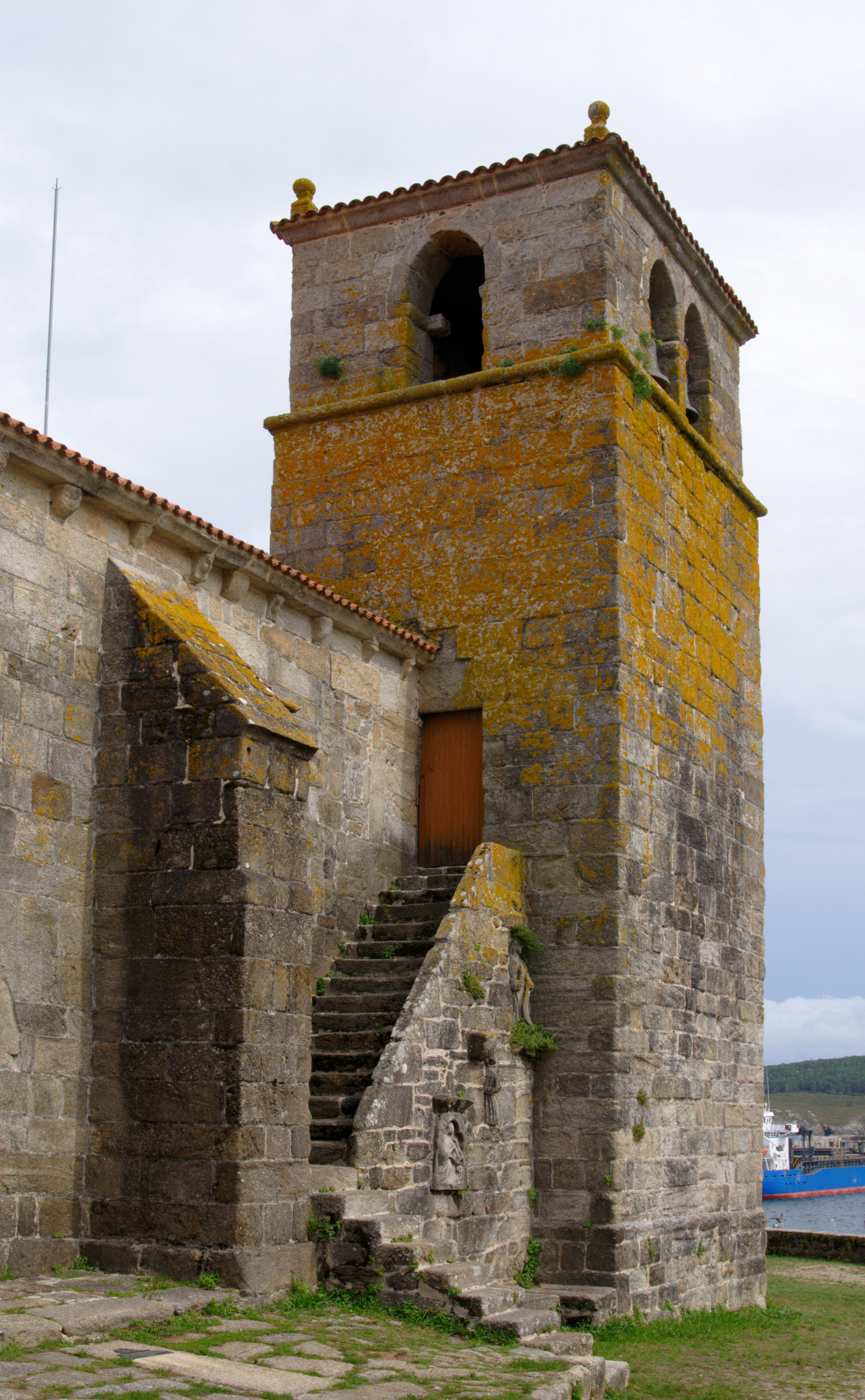
Santa María da Atalaia

Die Kirche Santa María da Atalaia wurde im 13. Jahrhundert erbaut. Atalaia bedeutet Wacht: die Kirche steht auf einem Hügel oberhalb des Hafens, ihr Standort bietet Überblick über den Ort, den Hafen und weithin über die Bucht. So konnten die Bewohner nach Angreifern Ausschau halten, und nach Walen. Der Walfang war bis ins 19. Jahrhundert eine wichtige Erwerbsquelle an der Costa da Morte.
Fünf Glocken läuteten einst im massiven Turm an der Südostecke der Kirche; seit 1868 sind nur noch zwei vorhanden. An der Südflanke führt eine Außentreppe mit drei gotischen Reliefskulpturen durch eine Pforte zu einer Empore oberhalb des Altars. Die drei Skulpturen aus dem 15. Jahrhundert zeigen die heilige Anna mit der kleinen Maria, einen Franziskaner und einen Engel.
Die Kirche ist mit ihrer massiven Bauform im romanischen Stil angelegt; im Laufe ihrer Bauzeit entwickelte sie sich hin zur für die Gegend typischen Marinero-Gotik. Letztere zeigt sich beispielsweise in den Torbögen und im Kreuzgewölbe im Innenraum. An der Nordseite befindet sich eine Pforte, die vermutlich Anfang des 16. Jahrhunderts eingebaut wurde. Am mittelalterlichen Hochaltar befinden sich eine Darstellung der Jungfrau Maria, ein Fries mit fünf Szenen der Auferstehung Christi und ein Christus als Weltenherrscher aus dem 14. Jahrhundert. Über verschiedenen Seitenaltären befinden sich weitere Bilder aus dem 17. und 18. Jahrhundert.

#### Santiago de Traba

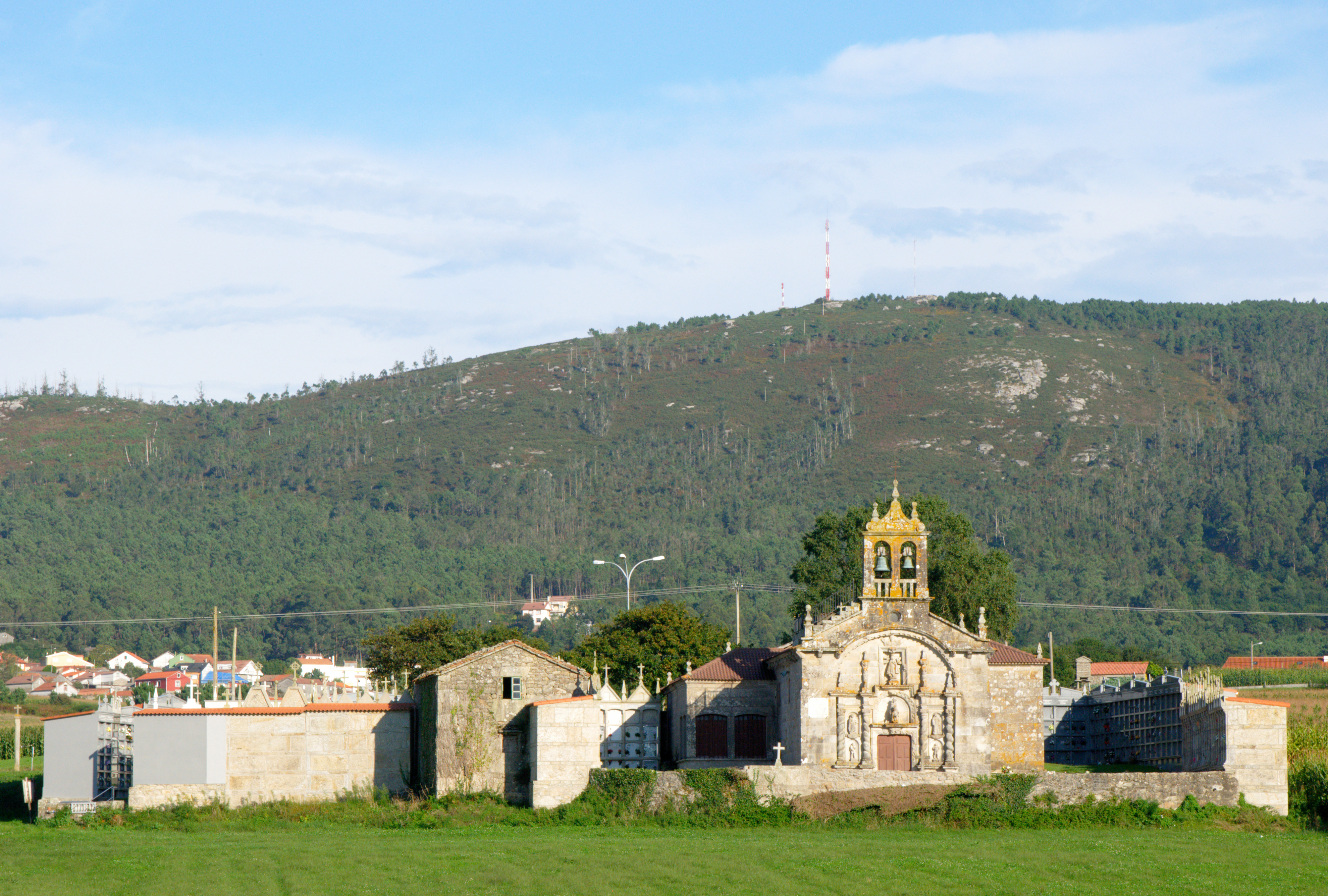
Santiago de Traba

Santiago de Traba wurde zwischen dem 13. und dem 18. Jahrhundert erbaut. Romanisch sind das rechteckige Schiff, die viereckige, überwölbte Apsis und die rückwärtigen Fenster, die Strebebögen der Südwand und die Gesimse. Ein Umbau in der Barockzeit zeigt sich in Gestalt des großen Altarretabels, das sogar Anklänge an das Rokoko offenbart. Auch die Fassade ist in Form eines barocken Altarbildes gestaltet. Flankiert von gewundenen Säulen findet sich im Tympanon eine Darstellung des Santiago Matamoros: Der hl. Jakobus als Kämpfer zu Pferd, unter dem Pferd ein getöteter Feind. Über ihm steht eine Statue der Gottesmutter und über dieser eine Reliefbüste Gottes des Vaters. An den Seiten der Tür befinden sich Statuen von Adam und Eva, über ihnen die hll. Petrus und Franziskus. Ein Glockenturm mit zwei offenen Rundbögen krönt die Fassade.

#### Santa Rosa de Lima

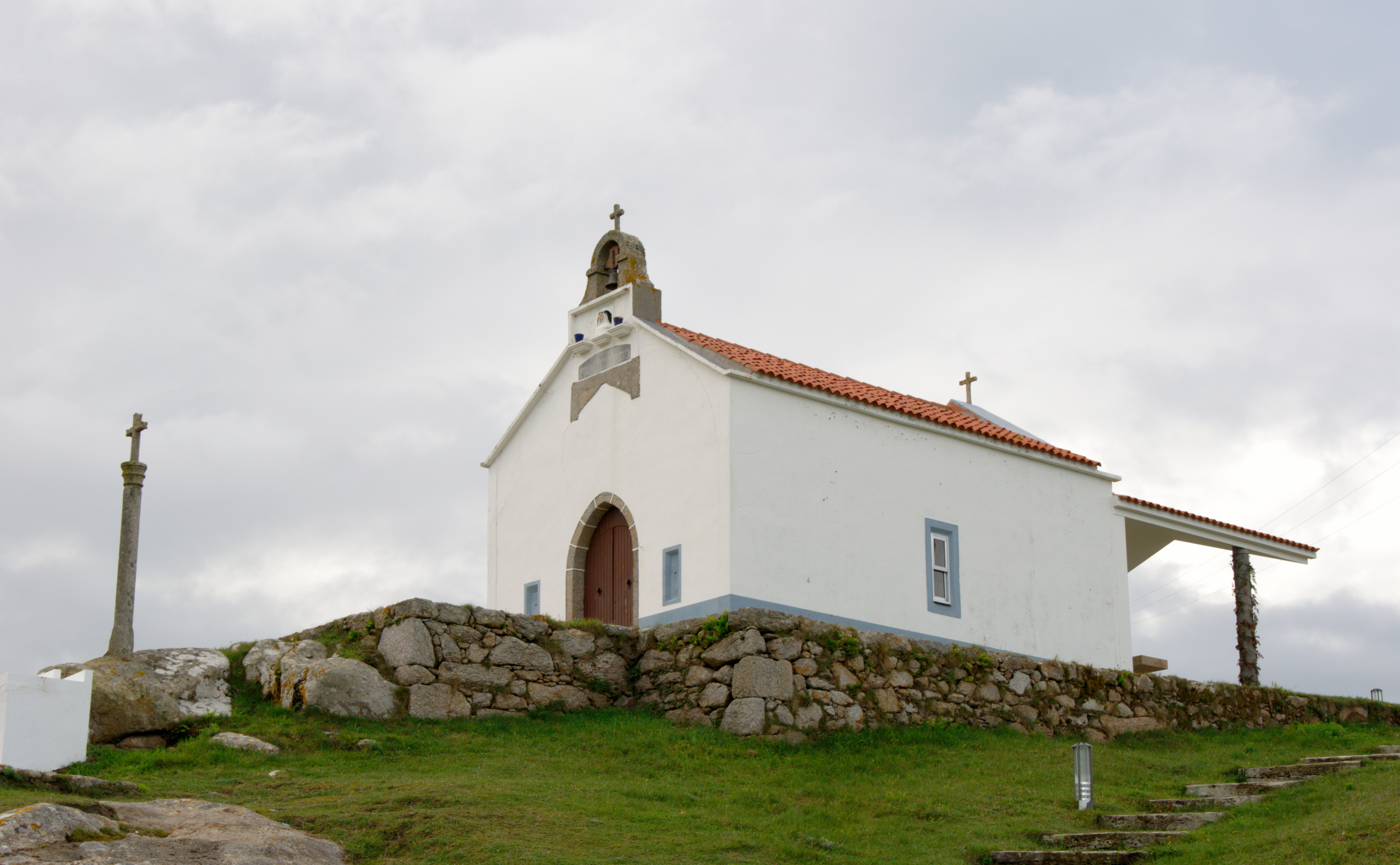
Santa Rosa de Lima

Die Kapelle der hl. Rosa von Lima liegt hoch über dem Ort auf dem Monte Cornaceiras. 1676 hatte ein Seefahrer namens Couceiro in Verehrung der hl. Rosa dort ein steinernes Kreuz errichten lassen: das Cruz do Navegante („Kreuz des Seefahrers“). Es steht zu Füßen der Kapelle, die 1941 erbaut und dem Patrozinium der Heiligen geweiht wurde. Coudeiro befuhr die Route Spanien – Peru. Die lange Strecke durch den Atlantik, um Kap Hoorn herum und die Küste Südamerikas entlang war schon an und für sich gefährlich und wurde zusätzlich von Piraten unsicher gemacht. Im Falle einer glücklichen Rückkehr versprach Couceiro, der peruanischen Heiligen ein Kreuz zu errichten und einige ihrer Reliquien aus Peru mitzubringen. Im Kircheninnern hängen Bootsmodelle von der Decke: Votivgaben von Seeleuten, wie sie häufig in galicischen Kirchen zu finden sind.

### Küste
Auf dem Gebiet von Laxe liegen vier Strände, allesamt mit feinem hellem Sand, die unterschiedlichen Bedürfnissen gerecht werden:
- Die Praia de Laxe fällt relativ flach ins Wasser ab; durch die lange Hafenmole zusätzlich geschützt weist sie kaum Brandung auf und ist gut für Familien mit kleinen Kindern geeignet.
- Die in der Nachbarbucht gelegene Praia de Soeste ist Richtung Nordwesten dem offenen Ozean ausgesetzt. Am Parkplatz in der unbesiedelten Bucht campieren Surfer mit ihren Minibussen und Wohnmobilen.
- Die Praia de Arnado duckt sich, nur rund 100 m breit, zwischen Felsen. Rund 4 km vom Ort entfernt, ist sie nur zu Fuß zu erreichen. Sie bietet Tauchern, die bei ruhigerem Wetter zwischen den Felsen schnorcheln möchten, eine gute Stelle, um ins Wasser zu gehen.
- Noch offener als die Praia de Soeste liegt die 8 km vom Ort entfernte, mehr als zwei Kilometer lange Praia de Traba. Hier tummeln sich Surfer, die eine noch stärkere Brandung lieben. Der lange Strand, im Mittelabschnitt wenig frequentiert, eignet sich mit seiner dahinter liegenden Dünen-, Sumpf- und Lagunenlandschaft auch für eine ausgedehnte Strandwanderung.

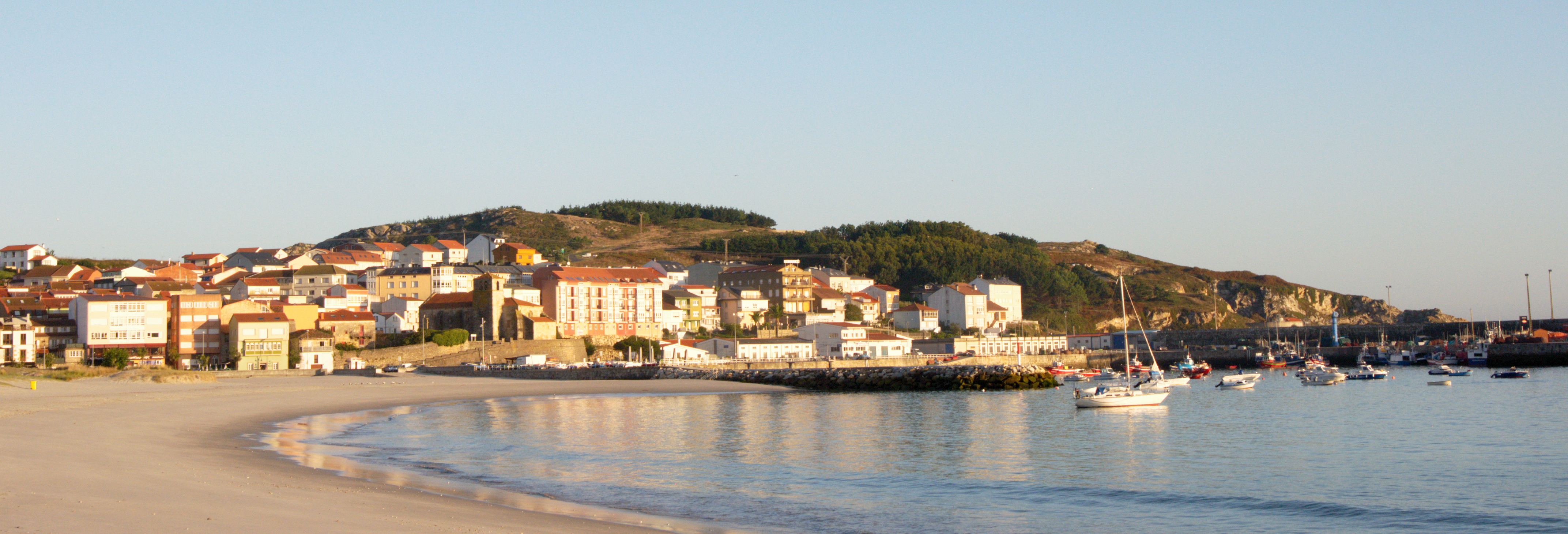
Morgenstimmung am Strand von Laxe
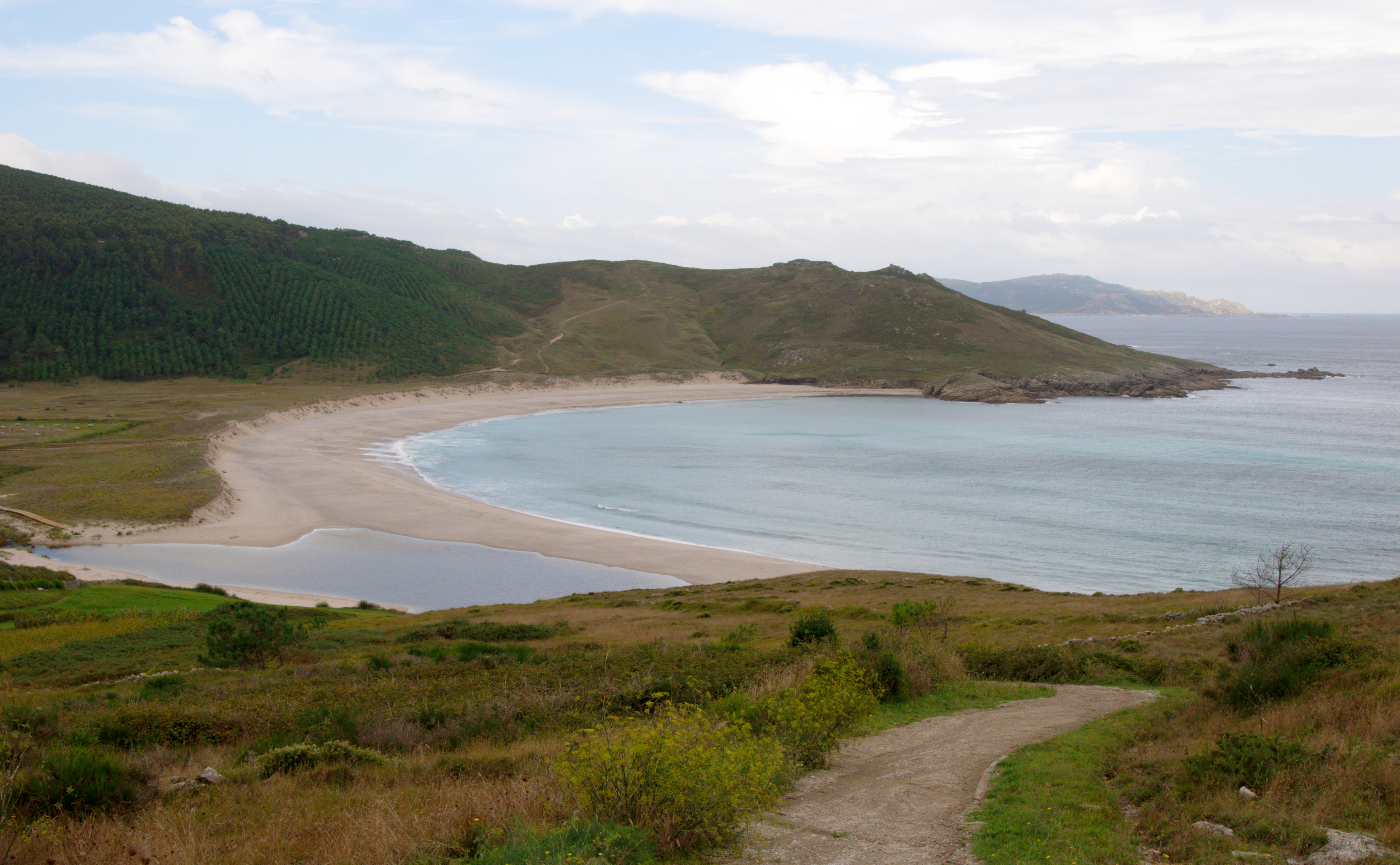
Praia de Soeste
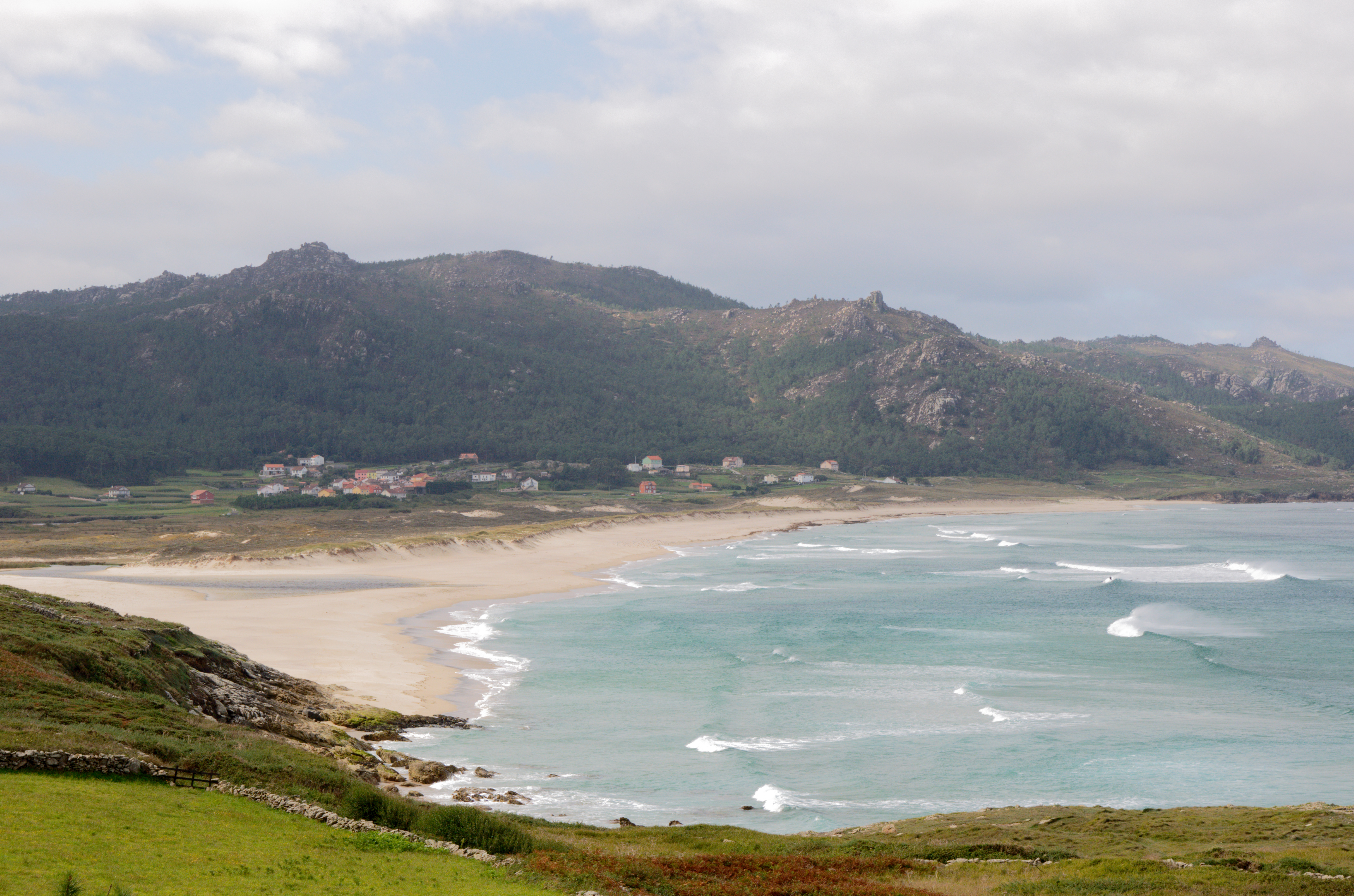
Praia de Traba

Von Laxe nach Traba führt ein rund 8 km langer Küstenwanderweg. Von der Ortsmitte führt die Rúa Santa Rosa in ostsüdöstlicher Richtung den Berg hinauf zum Col de Castro. Links oberhalb lädt die Kapelle Santa Rosa zu einem Abstecher ein.  Von der Passhöhe geht es hinunter zur Praia de Soeste. Ein Bretterweg mit Kordelgeländer führt über den unter Naturschutz stehenden Schilfsumpf hinter den Dünen. Weiter geht es oberhalb von Felsklippen, vorbei an der Praia de Arnado, bis man schließlich den Strand und die Lagune von Traba erreicht. Hinter dem Strand liegt eine ausgedehnte Niederung. In deren unterem Bereich dominieren Sumpf und Dünen. Der höher liegende Teil dahinter wird landwirtschaftlich genutzt, insbesondere für den Anbau von Mais. Die Kirche von Traba liegt einsam inmitten der Ebene, zwischen weit verstreut liegenden Ansiedlungen.
Für den Weg hin und zurück sind etwa fünf Stunden zu planen. Es empfiehlt sich die Mitnahme von Wasser, Sonnenschutz und Nahrung. Direkt am Zielort gibt es keine Einkaufsmöglichkeiten. Erst nach weiteren 2 km gelangt man im südwestlichen Teil der Tiefebene zum Flecken Mórdomo, wo es einen kleinen Lebensmittelladen mit Bar gibt.

## Persönlichkeiten am Ort
- Pedro Froilaz de Trava, Graf von Traba, 1075–1128
- Isidro Parga Pondal, Geologe, 1900–1986